# Аллерёд (коммуна)
Аллерёд (дат. Allerød Kommune) — датская коммуна в составе области Ховедстаден. Площадь — 67,44 км², что составляет 0,16 % от площади Дании без Гренландии и Фарерских островов. Численность населения на 1 января 2008 года — 23493 чел. (мужчины — 11597, женщины — 11896; иностранные граждане — 913).
В состав коммуны входят Лиллерёд (Lillerød), Люнге-Уггелёсе (Lynge-Uggeløse), Блоустрёд (Blovstrød), Вассингерёд (Vassingerød), Коллерёд (Kollerød).

## География
Находится на востоке Дании. На территории коммуны находится крупное озеро Буресё. 

## История
В 1901 году археологами были найдены следы потепления, прошедшего 12000 лет назад.

## Железнодорожные станции
- Аллерёд (Allerød)

## Изображения

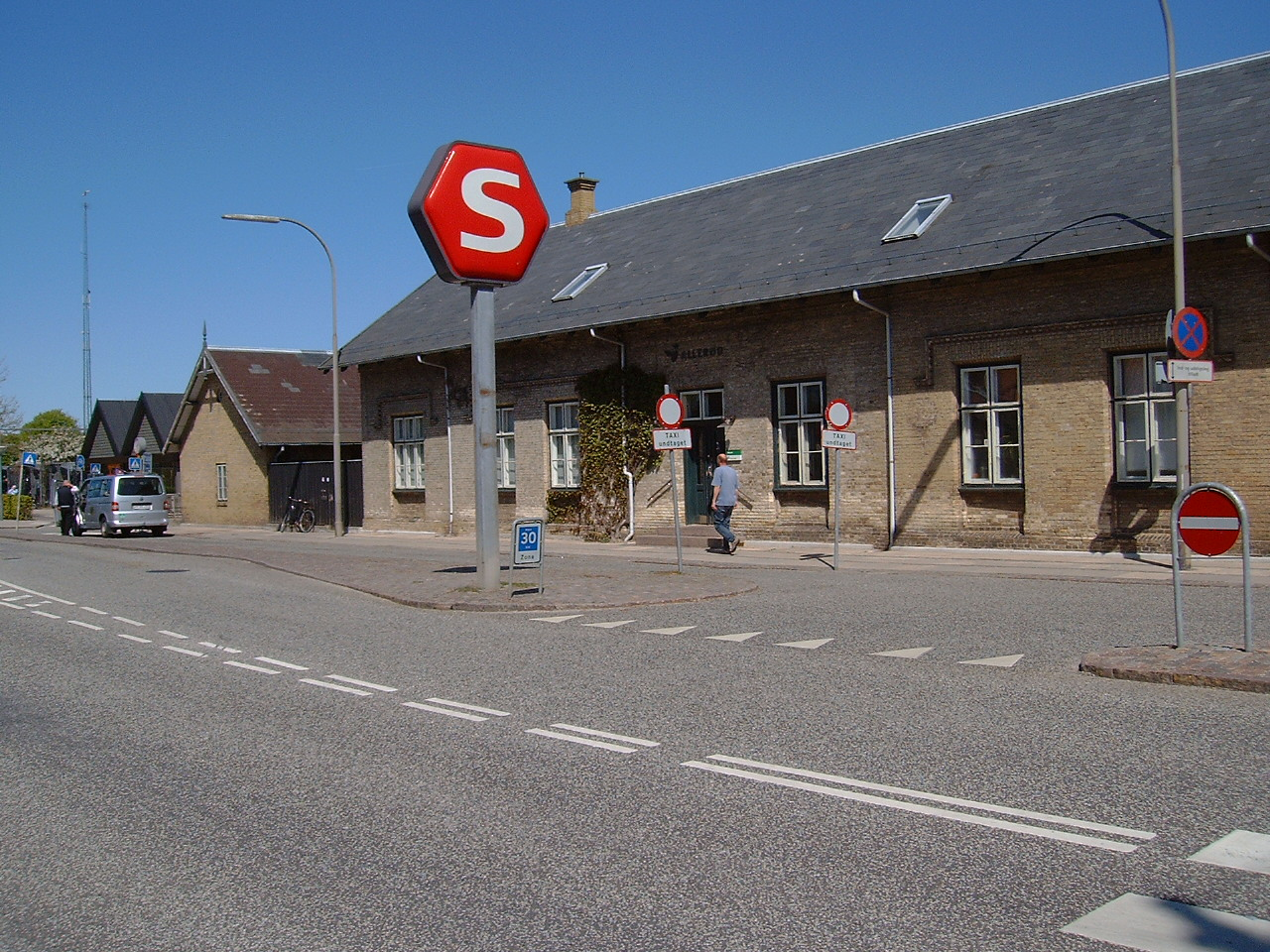
Аллерёд